# Isla Geoje
Geoje-do o Isla Geoje (también a menudo deletreada como Isla Koje; en coreano: 거제도) es la isla principal de ciudad Geoje, en la costa sur de la provincia de Gyeongsang del Sur, Corea del Sur. Se une a la tierra por dos puentes del cercano Tongyeong. Sinhyeon es la ciudad más grande de la isla. El enlace fijo Busan-Geoje se encuentra en construcción para proporcionar una conexión más directa con la ciudad de Busan.
Geoje tiene una superficie de 383,44 km², lo que la convierte en la segunda isla más grande de Corea del Sur (tras la Isla de Jeju). El paisaje cuenta con varios picos: Gara (580 m), Gyerong (554,9 m), la montaña hostigadora (465,5 m), daegeum (437,5 m) y Googsabong (400 m). Geojedo es conocida por sus ricos yacimientos de granito. El cinturón sur de Geojedo, junto con parte de Namhaedo en el condado de Namhae, pertenece al Parque Nacional Marítimo de Hallyeo.